# Judith Baldwin
Judith Lee Baldwin (Washington, 26 marzo 1946) è un'attrice statunitense.

## Biografia
Dopo aver frequentato l'Università di Denver, prese parte a numerose serie tv fra cui Six Feet Under, Matlock, Hazzard, Freddy's Nightmares, Strega per amore e CHiPs. Inoltre ha interpretato il ruolo di Beth Logan nella soap opera Beautiful nel 1987. Lavora da oltre trent'anni nel mondo del cinema.
Collabora più volte nelle pellicole di Garry Marshall, fino al celebre film Pretty Woman, accanto a Julia Roberts e Richard Gere.

## Filmografia parziale

### Cinema
- I 7 minuti che contano (The Seven Minutes), regia di Russ Meyer (1971)
- Evel Knievel, regia di Marvin J. Chomsky (1972)
- La fabbrica delle mogli (The Stepford Wives), regia di  Bryan Forbes (1975)
- Hospital Massacre, regia di Boaz Davidson (1982)
- Una cotta importante (No Small Affair), regia di Jerry Schatzberg (1984)
- L'occhio dietro il muro (Talking Walls), regia di Stephen Verona (1987)
- Spiagge (Beaches), regia di Garry Marshall (1988)
- Pretty Woman, regia di Garry Marshall (1990)
- Exit to Eden, regia di Garry Marshall (1994)
- Principe azzurro cercasi (The Princess Diaries 2: Royal Engagement), regia di Garry Marshall (2004)
- Every Secret Thing, regia di Lou Volpe (2005)

### Televisione
- I ragazzi di Stepford (The Stepford Children), regia di Alan J. Levi – film TV (1975)
- Ladies of the House, regia di James A. Contner – film TV (2008)

## Doppiatrici italiane
- Roberta Greganti in Una cotta importante